# Ametistsjön Ärten (naturreservat)
Ametistsjön Ärten är ett naturreservat som omfattar sjön Ärten med stränder i Vansbro kommun i Dalarnas län.
Området är naturskyddat sedan 1976 och är 80 hektar stort. Reservatet är bildat för de ametister som påträffats på stränderna och i bergsskrevor.